# Congreso Arqueológico Mundial
El Congreso Arqueológico Mundial (del inglés World Archaeological Congress, a veces abreviado WAC por sus siglas en dicho idioma), es una organización no gubernamental sin fines de lucro que promueve la arqueología mundial. Es la única organización arqueológica global con representación electa.
Establecido en 1986, WAC celebra un Congreso internacional cada cuatro años para promover el intercambio de resultados de la investigación arqueológica; formación profesional y educación pública para naciones, grupos y comunidades desfavorecidos; la potenciación y la mejora de los grupos indígenas; y la conservación de sitios arqueológicos.

## Historia
El Congreso se estableció en 1986, tras una controversia relacionada con la asistencia prevista de académicos de Sudáfrica y de Namibia al 11º Congreso de la Unión Internacional de Ciencias Prehistóricas y Protohistóricas en Southampton, cuya alcaldía buscaba discriminar contra académicos de estos dos países, exigiendo que se les prohibiera participar, en vista del apartheid en Sudáfrica. El comité organizador británico cumplió con esta demanda, pero el comité ejecutivo de la UISPP determinó que excluir a cualquier académico de buena fe contradecía la constitución de la organización y retiró su apoyo al congreso. El secretario del comité organizador nacional, Peter Ucko, entonces llevó a cabo la reunión bajo un nuevo nombre: World Archaeological Congress. A la reunión asistieron 1000 delegados de 100 países. WAC "rechaza perspectivas institucionalizadas que sirven los intereses de minorías privilegiadas".

## Congresos
Los congresos se llevan a cabo cada cuatro años, además de algunos Inter-Congresos entre ellos. Ubicarlos fuera del mundo desarrollado ha causado dificultades.  Por ejemplo, WAC-3 en la India fue acosado por los medios, después que el entonces presidente J. Golson prohibió discusiones sobre la destrucción de la mezquita de Ayodhya durante la conferencia.
- Datos: Q8035360